# Mesochorus infensus
Mesochorus infensus là một loài tò vò trong họ Ichneumonidae.